# Post-matérialisme

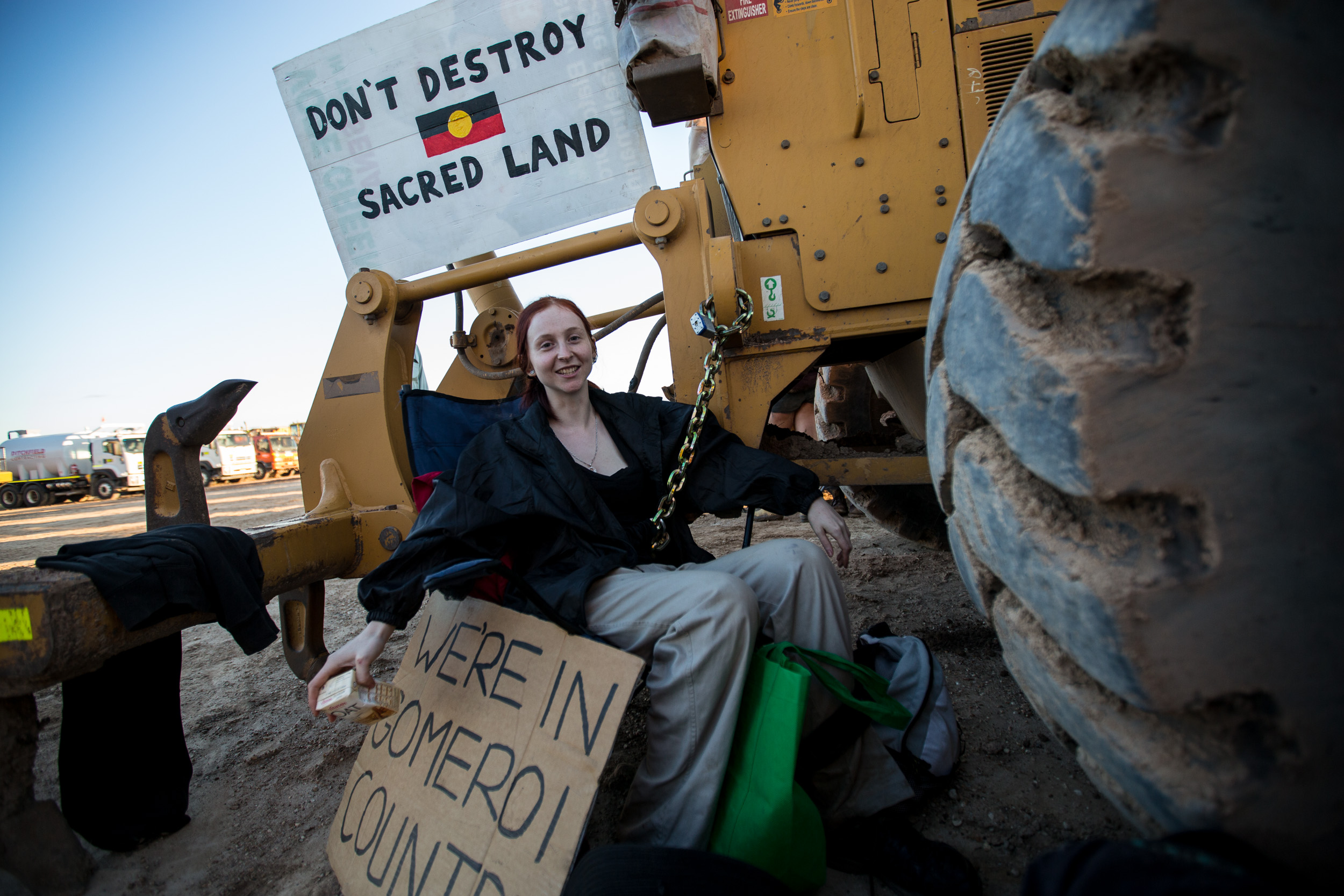
Manifestation contre le consumérisme.

Le post-matérialisme est une théorie énoncée dans les années 1970 par Ronald Inglehart en sociologie selon laquelle les valeurs individuelles seraient passées de matérielles, économiques et physiques à post-matérielles, centrées sur l’autonomie l’expression individuelle. Les revendications des mouvements sociaux évolueraient vers des demandes centrées sur l'épanouissement personnel, la volonté de reconnaissance d'identités plurielles et l'acquisition de nouveaux droits.
Cependant, la montée du post-matérialisme qui devait être rapide d'après Ronald Inglehart ne s'est pas produite, et les attentes matérialistes se sont même renforcées.
Il est à noter que le mot matérialisme est ici pris comme synonyme de consumérisme et non pas au sens philosophique et usuel du terme.